# La Revue des musées de France
La Revue des musées de France, Revue du Louvre est une publication réalisée sous les auspices du Conseil des musées nationaux. Elle propose des articles d'actualité sur les acquisitions des musées et des articles sur des œuvres conservées par les institutions muséales françaises. 

## Histoire
Les livraisons de l'année 2017 n'ont pas été éditées, et la périodicité est passée à 4 numéros par an.

## Historique du titre
- En 1951, le titre est La Revue des arts
- En 1958, le titre est La Revue des arts, Musées de France.
- D'une date inconnue à 1991, le titre est La Revue du Louvre et des musées de France  (ISSN 0035-2608).
- En 1991 devient Revue du Louvre, Revue des musées de France.
- En 2004 change en La Revue des musées de France. La Revue du Louvre.

## Lectorat
- Les adhérents des Associations des Amis de musées (Musées de France), bénéficiant d'un abonnement à un tarif préférentiel, les abonnés de cette publication forment un public plus large que le lectorat traditionnel d'une revue scientifique spécialisée.